# Такер, Ричард
Ричард Такер (англ. Richard Tucker, первоначальное имя Рубин Тикер; 28 августа 1913, Бруклин — 8 января 1975, Каламазу) — американский оперный певец (тенор), актёр.

## Биография
Ричард Такер родился под именем Ривн (впоследствии Рубин) Тикер в Бруклине в многодетной семье недавних иммигрантов из Сокирян Хотинского уезда Бессарабской губернии. Его родители, Срул и Фаня-Ципа Тикер, поселились в Бруклине за два года до его рождения в 1911 году и он стал их единственным ребёнком, родившимся уже в Новом Свете. Когда ребёнок пошёл в школу вся семья изменила фамилию на Такер. Он рано проявил музыкальные способности и уже ребёнком начал брать уроки у кантора Сэмюэла Вайсера в синагоге Tifereth Israel на нижнем Ист-Сайде Манхэттэна. Начав помощником кантора ещё в школьные годы, он вскоре был принят на временную работу в синагогу Temple Emanuel в Пассейик (Нью-Джерси) и, наконец, получил окончательное место кантора синагоги Temple Adath Israel в Бронксе. В июне 1943 года ему было предложено место кантора престижного Бруклинского еврейского центра, но все эти годы он вынужден был подрабатывать в Reliable Silk Company в Швейном квартале Манхэттэна.
В 1936 году Ричард Такер женился на Саре Перельмут, сестре уже получившего некоторую известность оперного тенора Джана Пирса. Хотя последний не увидел в Такере певческого таланта, он представил его дирижёру Завлу Зильбертсу, который начал готовить начинающего кантора к оперной карьере. Вскоре его заметил Пол Олтхауз, который стал основным музыкальным педагогом Такера. В 1941 году Ричард Такер участвовал в своём первом и неудачном прослушивании в Метрополитен-опера. Им, однако, заинтересовался главный менеджер компании Эдвард Джонсон, который после необъявленного визита в Бруклинский еврейский центр предложил молодому кантору новое прослушивание и контракт.
Дебют Ричарда Такера в Метрополитан-Опера состоялся 25 января 1945 года в роли Энцо в «Джоконде» (дирижёр Эмиль Купер). С него началась тридцатилетняя карьера Такера как ведущего исполнителя итальянского репертуара в Метрополитан-Опера. За последующие годы из лирического тенора его голос вырос в лирико-драматический тенор (спинто), что расширило его репертуар. Вершиной его творческого пути ряд критиков считают заглавную роль в опере «Андре Шенье». На протяжении своей оперной карьеры, Такер продолжал выступать кантором на основные еврейские праздники в нескольких синагогах Нью-Йорка и записал серию долгоиграющих пластинок литургической музыки в сопровождении и в аранжировке оркестра под управлением Шолома Секунды. В последние годы жизни он участвовал в рециталах с баритоном Робертом Мерриллом и умер 8 января 1975 года от сердечного приступа перед началом одного из таких рециталов в Каламазу. Прощание с артистом проходило на сцене Метрополитан-Опера.
Вскоре после его смерти в Нью-Йорке был основан фонд поддержки начинающих оперных певцов его имени (Richard Tucker Music Foundation). Сквер на Бродвее напротив Метрополитан-Опера теперь носит его имя (Richard Tucker Square), бюст певца установлен рядом с театром на площади Линкольна.

## Дискография
К столетию со дня рождения Ричарда Такера фирма Sony Classics выпустила две подарочные коллекции (box sets) его студийных альбомов, в исходных конвертах с новым ремастерингом.
- Songs from Sunny Italy (1950)
- Sorrento (1950—1958)
- The Fabulous Voice of Richard Tucker (1962)
- Vienna, My City of Dreams (1963)
- The Art of Bel Canto (1964)
- The Soul of Italy (1965)
- What Now My Love (1966)
- Cantorial Jewels: Sholom Secunda & Zavel Zilberts (1953)
- Israel Songs — Goldfaden Songs (песни И. Мирона, И. Хаггиза, Ю. Гроссмана, Д. Захави и М. Виленского, а также арии из опперет Аврума Гольдфадена в аранжировках Шолома Секунды; иврит, идиш, 1956)
- Welcoming the Sabbath (A Friday Evening Service, 1956)
- Kol Nidre Service (with Shofar, 1959)
- Passover Seder Festival (Sholom Secunda, 1962)
- Hatikva! Richard Tucker Sings Great Jewish Favorites (1966—1969)
- Inauguration Concert of Lincoln Center’s Philharmonic Hall (1962)

- Verdi Duets (1948)
- Great Tenor Arias (1949)
- Celebrated Tenor Arias (1947—1953)
- Great Love Duets (1953—1955)
- Starring Richard Tucker (1955)
- Richard Tucker Sings Puccini (1959)
- Great Duets from Verdi Operas (1962)
- Richard Tucker Sings Arias from 10 Verdi Operas (1964)
- A Treasury of French Opera Arias (1966)
- Celeste Aida: The World’s Favorite Tenor Arias (1964—1967)